# 앤더슨 쿠퍼
앤더슨 헤이스 쿠퍼(영어: Anderson Hays Cooper, 1967년 6월 3일~ )는 미국의 기자이자 작가, 방송인이다. 그는 현재 CNN의 주요한 뉴스인 앤더슨 쿠퍼 360°의 앵커로 활동 중이다. 앤더슨 쿠퍼 360°은 보통 뉴욕의 스튜디오에서 촬영되지만, 속보를 위해 CNN 워싱턴 D.C 스튜디오나, 현장에서 촬영되기도 한다.

## 생애
작가 와이어트 에모리 쿠퍼와 예술가 겸 디자이너이자 작가인 레지널드 클레이풀 밴더빌트의 딸 글로리아 밴더빌트의 차남으로 뉴욕에서 태어났다. 어머니는 코넬리어스 밴더빌트의 5세손이다. 아버지는 심장발작으로 1978년 1월 5일, 50세에 사망하였고, 형 카터는 1988년 7월 22일, 뉴욕에 있는 어머니의 팬트하우스 14층 베란다에서 뛰어내려 23세에 사망하였다.
1989년, 예일 대학교(정치학부)를 졸업하였고, 1990년대 초반, 처음으로 특파원으로서의 일을 시작한 후, 1년 간 기자 일을 그만두고 베트남에서 지내며 하노이 대학교에서 베트남어를 공부하였다.
2012년 7월, 자신이 게이라고 커밍아웃했다.

## 경력

### 채널 원
예일 대학교 졸업 후, ABC에 신입 사원 채용에 지원했지만 불합격했다. 그 후 미국의 청소년을 위한 프로그램을 제작하는 채널 원에 입사하였고 6개월 후에 퇴직하였다. 1년 간의 베트남 생활 후 버마, 소말리아, 르완다 등 분쟁 지역에서 영상과 기사를 전달하였다.

### ABC
1995년, ABC 뉴스의 특파원이 되었다. 그 후 《ABC 월드 뉴스 나우》의 공동 앵커를 담당하였다. 2000년에는 ABC의 리얼리티 프로그램 《The Mole》의 MC가 되며 사회자 일도 시작하였다.

### CNN
《The Mole》의 두 번째 시즌 후 CNN으로 이적하였다. 2001년 CNN 뉴스 프로그램을 담당한 후, 2002년부터 CNN 황금 시간대 프로그램의 앵커가 되었다. 그 해부터 타임스 스퀘어에서 새해 전야 스페셜을 담당하고 있다. 2003년 9월 8일부터는 매주 평일 밤 8시(UTC)에 《앤더슨 쿠퍼 360°》를 진행하고 있다.
2005년 1월, 남아시아 지진 해일 피해와 바그다드 선거를 취재하였다. 2월과 3월에는 레바논의 베이루트에서 백향목 혁명을, 4월에는 교황 요한 바오로 2세 서거 후의 모습과 영국 찰스 왕세자 부부의 결혼식을 취재하였다. 7월에는 허리케인 데니스를, 9월에는 허리케인 카트리나 이후의 뉴올리언스를 취재하였고, 상원 의원들에게 정부의 대응을 강하게 비판하였다. 그 후에도 지속적으로 뉴올리언스를 취재하고 부흥하는 모습을 전하고 있다.
2005년 11월에는 대폭적인 방송 개편에 의해 AC360는 오후 10시(UTC)부터 2시간 동안 방송되었다.
2011년 2월 3일, 이집트 혁명 취재 중, 친(親) 무바라크 세력에 습격 당하여 경상을 입었다.
같은 해 3월, 일본 동북부 대지진 직후 피해 지역을 취재했지만, 후쿠시마 제1원전 3호기가 폭발하자 곧바로 귀국하여 비난을 받았다.

## 출연 목록
- 1999 ~ 2000 : 월드 뉴스 나우 / 공동 앵커
- 2001 ~ 2002 : The Mole / MC
- 2003 ~ 현재 : 앤더슨 쿠퍼 360° / 앵커
- 2005 : 뉴스나이트 / 공동 앵커
- 2007 ~ 현재 : 60분 / 특파원
- 2011 ~ 2013 : 앤더슨 라이브

## 영화
- 2013년 《모벌라이즈: 전자파와 건강》 - 다큐멘터리 (아카이브 영상)
- 2015년 《채피》 - 본인 역
- 2020년 《시티즌 펜》 - 다큐멘터리

## 수상
| 연도 | 시상식                          | 주최                                                           | 보도                                                                    | 기타               | 결과    |
| ---- | ------------------------------- | -------------------------------------------------------------- | ----------------------------------------------------------------------- | ------------------ | ------- |
| 1993 | 브론즈 텔리                     | 텔리 어워드                                                    | 소말리아 기근                                                           |                    | 수상    |
| 1997 | 에미상                          | ATAS/NATAS                                                     | 다이애나비 장례식                                                       |                    | 수상    |
| 2001 | GLAAD 미디어 어워드             | GLAAD                                                          | 20/20 다운타운: "고등학교 영웅" - 고등학교 선수 코리 존슨에 대한 보고서 | 뛰어난 TV 저널리즘 | 수상    |
| 2005 | 피버디상                        | 조지아 대학교 헨리 W. 그래디 대학 저널리즘 & 매스 커뮤니케이션 | 허리케인 카트리나                                                       |                    | 수상    |
| 2005 | 내셔널 헤드라인 어워드          | 애틀랜틱시티 프레스 클럽                                       | 앤더슨 쿠퍼 360: "파괴의 물결" – 2004년 인도양 지진 해일                | 주요 뉴스          | 수상    |
| 2006 | 에미상                          | ATAS/NATAS                                                     | 앤더슨 쿠퍼 360: "자선 병원"                                            |                    | 수상    |
| 2006 | 에미상                          | ATAS/NATAS                                                     | 앤더슨 쿠퍼 360: "Starving in Plain Sight"                              |                    | 수상    |
| 2007 | 에미상                          | ATAS/NATAS                                                     | 앤더슨 쿠퍼 360: "Sago Mines"                                           |                    | 후보    |
| 2007 | 에미상                          | ATAS/NATAS                                                     | 앤더슨 쿠퍼 360: "고층 충돌"                                            |                    | 후보    |
| 2007 | 에미상                          | 비지니스 & 파이낸셜 리포팅                                     | 앤더슨 쿠퍼 360: "Black Market Infertility"                             |                    | 후보    |
| 2008 | 에미상                          | ATAS/NATAS                                                     | 앤더슨 쿠퍼 360: "승인되지 않은 약물"                                   |                    | 후보    |
| 2008 | 에미상                          | ATAS/NATAS                                                     | 앤더슨 쿠퍼 360: "잔혹한 시카고 경찰"                                   |                    | 후보    |
| 2010 | 내셔널 오더 오브 어너 앤 메리트 | 아이티 정부                                                    | 2010년 아이티 지진 리포팅                                               |                    | Awarded |
| 2011 | 에미상                          | ATAS/NATAS                                                     | 앤더슨 쿠퍼 360: "아이티의 붕괴"                                        |                    | 수상    |
| 2011 | 에미상                          | ATAS/NATAS                                                     | 앤더슨 쿠퍼 360: "아이티의 위기"                                        |                    | 수상    |
| 2013 | GLAAD 미디어 어워드             | GLAAD                                                          |                                                                         | 비토 루소 어워드   | Awarded |